# Cyclaid
Cyclaid is een Brits historisch merk van hulpmotoren.
De bedrijfsnaam was: British Salmson Aero Engines Ltd. London.
Dit bedrijf bouwde van 1951 tot 1955 hulpmotortjes die boven het achterwiel van een fiets gemonteerd moesten worden. Het wiel werd door een riem aangedreven. Dit was ook het geval bij de Duitse Rex-hulpmotor en ook technisch was de Cyclaid vrijwel gelijk aan de Rex, hoewel de Cyclaid motor een liggende cilinder had. 
Niet te verwarren met de Cykelaid van Sheppee Motor Co. in York.